# Château de Salles-Curan
Le château de Salles-Curan est un château situé à Salles-Curan, en France.

## Localisation
Le château est situé sur la commune de Salles-Curan, dans le département français de l'Aveyron.

## Historique
Ce très ancien lieu fortifié tire son nom d’une ou de plusieurs salles seigneuriales. Les comtes de Rodez en possédaient au moins une : en 1227, Jean, fils du comte de Rodez Hugues II, donne à ses frères Richard et Hugues ses parts dans Salles-Curan. Le château va avoir plusieurs co-seigneurs à la suite de partages. En 1237, Jean de Sévérac prétendait posséder un quart du château. Il y a eu au moins à quatre coseigneurs, avec parmi eux la famille Guiral ou Guiral-Paret, attestée depuis le XIIe s. Un des plus importants était le seigneur de Lévézou. L’évêque de Rodez s’y établit progressivement : d’abord après la guerre des Albigeois, ensuite en 1237 par achat des parts possédées par les seigneurs de Sévérac et du Lévézou. En 1237, l'évêque est devenu le seul seigneur de Salles-Curan. Le premier évêque de Rodez qui se dit seigneur de Salles-Curan est Vivian (1247-1274). L'évêque peut alors nommer bayle, juge et autres agents lui permettant d'administrer, assurer la sécurité du village et rendre la haute et moyenne justice.
En 1429 se produit un affrontement entre deux évêques de Rodez. Le premier, Guillaume de La Tour d'Oliergues a été choisi par le pape Martin V le 16 mars 1429, le second, Pierre d'Estaing, a été élu par le chapitre de la cathédrale vers la fin de 1428. Ce conflit va durer jusqu'en 1432. Guillaume de La Tour a, pendant cette période, choisi de s'installer à Salles-Curan. Bien que confirmée par le pape, la nomination de Guillaume de La Tour à l'épiscopat de Rodez est restée contestée par une partie du chapitre. Celui-ci va alors faire de Salles-Curan un des sièges de son administration ce qui va entraîner le développement du village.
En 1441, Guillaume de La Tour est de retour du concile de Bâle auquel il participait depuis 1433. Il décide de faire construire un château à Salles-Curan. Le contrat de construction est passé le 15 septembre 1442 avec le maître maçon de Saint-Beauzély Pierre Combettes. Il s'engage de bâtir un château à trois portes et trois tours avec fenêtres, portes et lucarnes. Depuis la fin de la guerre de Cent Ans, le village est entouré d'une enceinte constituée de maisons fortes et de fossés. Guillaume de La Tour adosse son château à cette enceinte. Ses armes sont sculptées sur le blason placé au-dessus du portail principal avec la herse en position haute.
Il réside souvent au château, ainsi que ses successeurs. Les armes de François d'Estaing, surmontées d'une rose se trouvent sur le manteau d'une cheminée à l'intérieur. La cathédrale de Rodez est alors encore en construction.
Pendant les guerres de religion, Salles-Curan devint une des places fortes de l’orthodoxie catholique, face à Millau, gagné au protestantisme. Antoine de Vezins y tint une compagnie de deux cents hommes d’armes en 1572, et les bénédictines de l’Arpajonie de Millau trouvèrent refuge au Château en 1601 après la destruction de leur couvent par les calvinistes.
Les Corneillan, évêques de Rodez, y séjournèrent. Bernardin de Corneillan y meurt en 1645 ; Jean-Armand de Tourouvre y meurt lui aussi en 1733. Charles de Grimaldi y séjourne en 1746-1770. Jérôme Champion de Cicé, évêque plus citadin, déclarait le château inhabitable neuf mois de l’année et il obtint l’autorisation du Roi de le démolir en 1779, mais, par chance, il ne trouva personne pour se charger de la démolition en échange des matériaux.
Le château fut vendu comme Bien National en 1795 et adjugé à Pierre Girard et à Guillaume Capelle.
Dès 1842, Jean-François Teysseyre, notaire et maire de Salles-Curan commence à racheter des parties du Château. Dès 1857, avec son fils Emile Teysseyre, clerc de notaire puis également notaire à Salles-Curan, ils posséderont l'ensemble des bâtiments du Château. Au décès d'Emile Teysseyre, à la suite d'un jugement du tribunal civil de Millau pour régler la succession, le Château est divisé entre sa veuve Irma, sa fille Louise et son fils Paul. Ce dernier ne prendra jamais possession de sa part et la vendra immédiatement.
En 1922 par l'abbé Delery, curé de Salles-Curan achète une partie de l'aile Est à Louise Teysseyre, pour y établir une école. La même année, elle vend l'aile Nord à la famille Bouviala/Gary pour y établir une auberge. Ces actes de 1922 font référence à l'aile Nord sous le nom de "Gendarmerie".
L'aile Nord du château fut pendant de nombreuses années un hôtel-restaurant réputé dans la région "L'Hostellerie du Lévézou" jusqu'à sa fermeture en 2012. Sous la direction du chef David Bouviala, le restaurant se vit attribuer jusqu'à 2 étoiles par le Guide Michelin. Parmi les personnalités qui fréquentaient l'établissement, il y avait Frédérique Hébrard et Louis Velle, mais aussi l'ancien ministre de l'Éducation nationale Alain Peyrefitte qui avait ses racines à Saint-Beauzély, Léon Zitrone qui fuyait les journalistes, l'équipe du film «C'est quoi la vie» avec Jacques Dufilho, mais aussi le timide Zinédine Zidane, Jeane Manson ou Hugues Aufray avec les acteurs de la Route du Sel…
Des chambres d’hôtes furent exploitées dans cette aile de 2014 à 2018.
L'aile Est du château accueillit, de 1922 jusqu'en 2017, l'école privée catholique de Salles-Curan, 
Le porche, la herse et l'oculus surmontant le porche sont classés au titre des monuments historiques en 1928.